# Farmakon (Album)
Farmakon ist ein Album der finnischen Funeral-Doom-Band Skepticism.

## Geschichte
Nach der Veröffentlichung von aes widmete sich Skepticism dem Songwriting. Auftritte und Veröffentlichungen blieben indes für einen längeren Zeitraum aus. Im Herbst 2001 spielte die Band weitere Stücke ein, die später als Album und EP erscheinen sollten. Im gleichen Jahr trat die Band in Turku auf. Nach vierjähriger Pause erschien die EP The Process of Farmakon. Da die Stücke im Songwriting-Prozess sich zum Teil in unterschiedliche Richtungen entwickelten gab die Band die Stücken Backward Funeral and the Raven und The Process of Farmakon im Jahr 2002 als EP heraus. Als The Raven and the Backward Funeral und Farmakon Process wurden sie in differierender Version später auf dem Album Farmakon veröffentlicht. Die Mitglieder agierten wie zuvor ohne externes Personal und ohne personelle Veränderungen. Entsprechend bestand die Gruppe zur Zeit der Aufnahme aus dem Sänger Matti Tilaeus, dem Keyboarder Eero Pöyry, dem Gitarristen Jani Kekarainen und dem Schlagzeuger Lasse Pelkonen.

## Albuminformationen
Farmakon  ist das dritte Studioalbum der Band. Es wurde im Jahr 2003 erstmals veröffentlichte und enthält sechs separate Stücke die eine Gesamtspielzeit von 1:02:18 Stunden haben. Die Gestaltung übernahm Tuomas A. Laitinen.

### Titelliste
1. The Raven and the Backward Funeral 07:38
2. Shred of Light, Pinch of Endless 08:19
3. Farmakon Process 06:17
4. [untitled] 13:15
5. Nowhere 14:09
6. Nothing 12:40

### Stil
Das Album entspricht dem von der Band bereits auf vorherigen Alben gespieltem Funeral Doom und zeichnet sich durch geringes Tempo aus. Von Farmakon Process mit einem Metrum von 58 bpm bis zu The Raven and the Backward Funeral  mit 128 bpm bleibt Farmakon langsam.
Dabei erweise sich Farmakon als das bis dahin kompositorisch progressivste Album der Band. Der langsame Funeral Doom mit melancholischen Momenten und Harmonien, sei abwechslungsreicher im Tempo und Arrangement als die vorherigen Alben der Band. Die Gitarren bleiben tief gestimmt, bei einem einfachen und statischen Spiel. Die melodieführende Orgel verleiht den Stücken symphonische Qualität. Akustische Gitarren ein leicht folkloristische Perkussion kontrastieren das Geschehen etwas. Der Gesang variiere tiefes Growling und Flüstern. Die Tonart variiert zwischen den Stücken. The Raven and the Backward Funeral wurde in F-Dur geschrieben, Shred of Light, Pinch of Endless und Farmakon Process in C-Dur, das unbetitelte vierte Stück und das abschließende Nothing in h-Moll und Nowhere in a-Moll.

„Das Schlagzeug gibt monoton den Beat vor. Die Gitarren dröhnen breitflächig und raumgreifend darüber, setzen aber auch immer wieder sehr ruhige Akzente, während das Keyboard das passende, nachhallende "Kathedralen-Feeling" verbreitet. Der Sänger röhrt dazu abgrundtief düster und klingt gemeiner als jeder noch so angepisste Black-Metal-Keifer.“

## Wahrnehmung
Das Album wurde überwiegend positiv aufgenommen. Negative Kritiken gab es selten. In einer für Your Last Rites verfassten Besprechung mit schlechtem Urteil räumte der Rezensenten ein, dem Genre fremd gegenüberzustehen. Auch in Besprechungen von den dem Genre zugeneigten Rezensenten wurde ser „62-minütiger Koloss aus melodischem und überwältigendem Funeral Doom“ Farmakon als eine der unzugänglichsten Veröffentlichungen der Band benannt. Das Album erweise sich als „ein sehr schwerer Brocken, der starr und unnahbar“ wirke. Darauf einlassend böte es eine „Lehrstunde in Sachen Funeral Doom“. Dazu solle das Album jedoch in „angemessener Stimmung mit Respekt und ohne Eile“ wahrgenommen werden.